# 소코
소코(Soko, 1986년 10월 26일 ~ )는 프랑스의 가수, 송라이터, 배우, 무용가이다.

## 사생활
2012년 3월에는 본인을 양성애자로 규정했으나 2020년 6월엔 자신을 퀴어로 여긴다고 밝혔으며 여성들과 만날 때 더 자신답게 느껴진다고 말했다.
2016년 미국 여배우 크리스틴 스튜어트와 두 달 동안 교제했다.

## 음반 목록

### 정규 앨범
- I Thought I Was an Alien (2012)
- My Dreams Dictate My Reality (2015)
- Feel Feelings (2020)

## 영상 목록

### 영화
- 비기닝 (2009)
- 그녀 (2013)
- 더 댄서 (2016)
- 더 스탑오버 (2016)
- 어 굿 맨 (2020)
- 블레이징 월드 (2021)